# Borbachodes pardalis
Borbachodes pardalis là một loài bướm đêm trong họ Geometridae.